# Swatowe
Swatowe (ukr. Сватове) – miasto na Ukrainie w obwodzie ługańskim. Położone nad rzeką Krasna, która jest dopływem rzeki Doniec.
Ośrodek przemysłu spożywczego. W mieście znajduje się stacja kolejowa Kolei Donieckiej. W Marynarce Wojennej Ukrainy służy kuter desantowy projektu 1176 o nazwie „Swatowe”.

## Historia
Założone w latach 60. XVII wieku jako osada wojskowa ukraińskich kozaków. Pod koniec XIX wieku przeprowadzono przez osadę kolej do Kupiańska i zbudowano stację kolejową. W 1931 roku zaczęto wydawać gazetę.
Status miasta uzyskała w 1938 r.
Od lipca 1942 do stycznia 1943 roku zajęta przez wojska niemieckie.
W 2014 roku zburzono pomnik Lenina. W 2016 roku odsłonięto pomnik poety Tarasa Szewczenki.
W marcu 2022 roku miasto zostało zajęte przez wojska rosyjskie.

## Demografia
- 1959 – 21 455[4]
- 1989 – 21 625[5]
- 2001 – 19 495
- 2013 – 18 241[6].